# Gaël Giraud
Pour les articles homonymes, voir Giraud.
Gaël Giraud, né le 24 janvier 1970 à Paris, est un économiste, docteur en mathématiques et en théologie et prêtre jésuite français.
Spécialiste en économie mathématique, directeur de recherche au CNRS, il est économiste en chef et directeur exécutif de l'Agence française de développement de 2015 à 2019.
Ses travaux portent notamment sur l'économie mathématique, la théorie des jeux, la finance et l'énergie. Plus récemment, il a orienté sa recherche vers la question des inégalités sociales et de la transition écologique.
Il a enseigné l'économie à l'Université Paris-Sorbonne, l'université de Strasbourg, et d'autres universités françaises et étrangères ainsi que la justice environnementale à l'université de Georgetown.

## Biographie

### Jeunesse et études
Il nait d'un père français et d'une mère suisse, tous deux sympathisants de gauche. Il est initié à la théologie par son oncle maternel, vicaire et aumônier.
Après deux années de classes préparatoires B/L (Lettres et Sciences économiques et sociales) au lycée Henri-IV, à Paris, il intègre l’École normale supérieure de la rue d'Ulm et l’École nationale de la statistique et de l'administration économique (ENSAE) en 1989.
Pendant ses deux années de service civil au Tchad (1995-1997), il enseigne les mathématiques et la physique au lycée jésuite Saint-Charles-Lwanga (Sarh) et fonde le Centre d'accueil des enfants de la rue de Balimba,,.
En 1998, il soutient sa thèse de doctorat en mathématiques appliquées à l'économie concernant les « jeux stratégiques de marchés », à l'université Panthéon-Sorbonne sous la direction de Joseph Abdou,.
Puis il intègre l'équipe de Jean-Michel Lasry, mathématicien spécialisé dans la finance. Au sein de l'équipe, il devient consultant pour la Compagnie parisienne de réescompte et Calyon. Il forme des traders à New-York. En 2003, un poste de trader lui est proposé à New York, qu'il décline pour devenir jésuite.
En 2004, il obtient l'habilitation à diriger des recherches (HDR). La même année, le 27 septembre, il entre chez les jésuites. Il est ordonné prêtre le 14 décembre 2013.
Il soutient une thèse de doctorat en théologie le 22 septembre 2020 au Centre Sèvres de Paris sur le thème de la théologie politique des communs à l'ère anthropocène, sous la direction de Christoph Theobald.

### Recherche, enseignement et travaux
Il entre au CNRS en 1999 comme chargé de recherche en économie, où il est désormais directeur de recherche.
En 2004, il obtient l’habilitation à diriger des recherches.
En 2015, il est nommé économiste en chef et directeur exécutif de l'Agence française de développement où il exerce jusqu'en 2019. Avec une équipe de chercheurs, il y développe un nouvel outil de modélisation macroéconomique, GEMMES (General Monetary and Multisectoral Macrodynamics for the Ecological Shift). Cet outil d'aide à la prise de décision intègre les enjeux de la transition écologique,.
En 2015, il rédige un rapport sur le coût du prochain crash bancaire dans la zone euro pour le Parlement européen.
Il a également enseigné l'économie à l'École nationale des ponts et chaussées.
Il fonde la chaire « Énergie et prospérité » avec Jean-Pierre Ponssard en 2015,,.
En mai 2023, il publie en italien Il gusto di cambiare (« Le goût du changement »), corédigé avec Carlo Petrini, un militant de la Slow Food, et préfacé par le pape François.

### Institutions
Membre du conseil scientifique de l'organisation non gouvernementale Finance Watch, de la Fondation pour la nature et l'homme, de The Shift Project et du Campus de la transition, Gaël Giraud est, depuis 2018, membre associé de l'Institut d'études avancées de Nantes.
En 2020, il devient président d'honneur de l'Institut Rousseau, un laboratoire d'idées créé le 4 mars 2020 à Paris et qui se définit comme un laboratoire « apartisan, indépendant des partis ». Ce laboratoire d'idées est considéré comme un nouveau venu dans la galaxie des « think tanks de gauche »,.
Il fonde le programme de justice environnementale de l'université de Georgetown, qu'il dirige de 2020 à mai 2023,. Il a également été professeur à la McCourt School of Public Policy (en) de cette université.

## Prises de position, publications et influence médiatique
En tant qu'économiste, il est très critique du néolibéralisme, et à ce titre s'attire l'opposition des banquiers classiques du Vatican ou de France, notamment en 2013 lorsqu'il critique dans une note les modalités du projet de réforme (adopté) de Pierre Moscovici de séparer les activités de marché et de dépôt des banques françaises, tout en les conservant comme filiales d'une holding commune. Ces modalités ne résolvent pas selon lui les différents risques posés par les banques dites universelles.
À l'inverse, il jouit d'une grande aura dans une partie de la gauche française,.

### Le Facteur 12, pourquoi il faut plafonner les revenus
En 2012, il corédige avec Cécile Renouard l'essai Le Facteur 12, pourquoi il faut plafonner les revenus, essai dont sa coautrice réfute qu'il soit politiquement marqué, car selon elle « analyser les dysfonctionnements de l'économie capitaliste financiarisée et leurs contradictions avec la survie de l'humanité dans les décennies qui viennent n'est ni de droite ni de gauche ».

### Illusion financière
Dans Illusion financière, après avoir démonté les échecs et impasses de la logique de financiarisation prégnante depuis les années 1970 et les mécanismes spéculatifs mis en place dans les années 1990 ayant mené à la crise financière, Gaël Giraud plaide pour une reconnaissance du statut de commun de deux des fonctions de la monnaie, liquidité et financement, ainsi que d'un ensemble de ressources devant être gérées sur un principe de réciprocité kantien ou chrétien (« Tout ce que vous voulez que les hommes fassent pour vous, faites-le pour eux »). Giraud détaille la crise des subprimes résultant de la mise en place de produits dérivés tels que les CDO, CDO au carré (en), CDS et des notations « triple A » qu'il analyse comme un mécanisme spéculatif autoréférentiel, ensemble aboutissant à une énorme pyramide de Ponzi. Il en attribue l'impulsion initiale à un « idéal messianique » proposé aux ménages américains de devenir propriétaire sans effort. Il en appelle à « se libérer du Veau d’or » autrement dit à une modération de la consommation pour éviter l'épuisement des ressources, et pour permettre une troisième voie entre propriété privée et collectivisme, celle des communs, permettant à tous sans exclusion un usage des bienfaits économiques, moyennant des règles d’accès définies collectivement dans la perspective de l’intérêt général, selon le résumé qu'en fait le critique Salvatore Maugeri.
Concernant le système financier, il en dénonce le caractère faussement rationnel, en mettant en avant la formation des prix sous l'effet des « taches solaires (en) ». Il est très critique des mécanismes actuels interdisant aux banques centrales de financer le déficit des États, pour les forcer à emprunter sur les marchés financiers et principalement aux banques privées qu'elles doivent renflouer en cas de crise. Paradoxalement, ces banques privées imposent aux États des primes de risque conduisant à une augmentation de la charge de la dette, selon des critères de prudence qu'elles-mêmes n'ont pu satisfaire et qui a conduit des États, dont la France, à les renflouer en faisant peser sur les contribuables la charge de leur refinancement. L'absurde est atteint selon lui lorsque ces banques émettent des produits spéculatifs de risque de défaut (CDS) des États auxquels elles prêtent dans le même temps, sans risque pourtant par les acheteurs de ces titres : en cas de défaut, les banques privées seraient alors appelées à verser des primes importantes aux spéculateurs, avec une probabilité élevée de devoir être soutenues financièrement par les États pour éviter un effondrement du système par effet domino, ce qui dégraderait encore plus la situation financière de ces États, et par là même, la valeur des prêts inscrits au bilan des banques privées. Il pointe d'autre part un abandon de la souveraineté financière des États et des règles prudentielles, et souligne que si les médias dénoncent souvent le fort endettement de la France — qui était de 88 % du PIB à l'époque de la rédaction de son livre —, celui des banques était encore supérieur, à 140 %.
Pour sortir de ces impasses, il développe comme solution la mise en place de communs, biens non exclusifs et rivaux, par opposition aux biens « exclusifs et rivaux », autrement dit privatisables, et aux biens publics « non exclusifs et non rivaux », inappropriables, comme l’air, par exemple. Sa réflexion sur les communs met en évidence qu'il s'agit avant tout d'une décision politique, car ces communs « ne sont pas des “biens” au sens matériel du terme, mais plutôt des systèmes de règles régissant des actions collectives, des modes d’existence et d’activité de communautés ». Ainsi, on pourrait considérer que les énergies fossiles ne doivent pas être privatisées, et tout comme la monnaie, l'eau ou la terre, faire l’objet d’accords de production et d’usage au niveau communautaire. Sur la monnaie en particulier, dont les fonctions de liquidité et de crédit ne devraient pas être accaparées ou privatisées, et dont l'accès ne devrait pouvoir être interdit à aucun citoyen « du fait que toute transaction marchande s’effectue aujourd’hui par la médiation monétaire », il prône la création d’une chambre budgétaire européenne assurant la gestion démocratique d’une banque centrale mise au service des orientations de long terme de l’économie. Il propose enfin que l'entreprise soit dotée d'une existence juridique incluant non seulement ses actionnaires, mais aussi l'ensemble de ses parties prenantes (stakeholders en anglais).

### Autres
Il participe à l'encyclique Laudato si' de 2015 sur la sauvegarde de la planète, puis appuie fortement en 2020 la proposition défendue par le pape François d'une forme de « rétribution universelle de base ».
Dans le contexte de la crise économique découlant de la pandémie de Covid-19, il plaide pour l'annulation partielle des dettes souveraines détenues par la Banque centrale européenne, afin de permettre aux États d'investir dans un plan de reconstruction écologique des économies européennes.

### Élection présidentielle de 2022
Il fait partie des candidats proposés aux parrainages dans le cadre de la primaire populaire en vue de l'élection présidentielle de 2022, sans qu'il se soit lui-même porté candidat. En juillet 2021, il est la troisième personnalité de cette primaire en termes de parrainages, avec 4 000 parrainages, contre 10 400 pour Christiane Taubira en première position.
Le 20 juillet 2021, il propose « 12 mesures pour la France » destinées aux « candidats à la présidentielle ». Parmi ces mesures, certaines sont assez classiques (revalorisation de certains salaires, suppression d'abattements fiscaux, référendum d’initiative populaire, etc.), mais d'autres sont inédites, comme la création d'une Banque publique de l’eau ou d'une sixième branche de la Sécurité sociale pour une « protection sociale alimentaire »,.
La candidature à la Primaire populaire a été poussée par un collectif mené par Pierre Gilbert, un membre de l'Institut Rousseau dont Gaël Giraud est président d'honneur. Selon un membre du collectif, Gaël Giraud était au courant de leur initiative. Le Monde indique que tout engagement électoral de Gaël Giraud « signifierait une rupture avec l’ordre jésuite » et que la Compagnie de Jésus n'a pas apprécié son « aventure politique ». Le journal le décrit comme étant « tiraillé entre les idées et les urnes ». En octobre 2021, à l'issue de la phase de parrainages, Gaël Giraud fait partie des 10 candidats sélectionnés. Mais son nom n'est pas proposé pour la phase de vote de janvier 2022, car il ne s'est pas déclaré comme candidat à l'élection présidentielle.
Peu avant le premier tour, il annonce qu'il votera pour Jean-Luc Mélenchon,.

## Controverses

### Suspicion de plagiat
Composer un monde en commun, condensé de sa thèse de théologie et somme de 700 pages, devait sortir le 4 mars 2022. Mais, le 23 février 2022, L'Express, qui avait reçu le livre pour recension, publie un article qui relève de très nombreux emprunts « pour tout ou partie recopié[e]s, sans guillemet et parfois mot à mot » à d'autres ouvrages ; de larges extraits sont donnés en exemple dans l'article,.
Contactées à ce sujet, les éditions du Seuil annoncent dans la journée même que l'ouvrage ne sera pas commercialisé. Gaël Giraud dit avoir utilisé des notes accumulées pendant une dizaine d'années, sans s'être aperçu que certaines étaient des citations recopiées, la référence étant manquante,. La Croix souligne qu'il s'agit d'une décision « assez rare, et même lourde, à quelques jours de sa sortie officielle, l’ouvrage ayant probablement déjà été acheminé par les réseaux de distribution vers les points de vente » et cite le communiqué de l'éditeur, qui avance que « le travail de notes et de référencement des travaux cités par l’auteur n’est pas achevé et porte préjudice à la réception du livre. » Ève Charrin évoque cette affaire dans un article du 4 mars 2022 pour le magazine Marianne : « L’ouvrage de Giraud comporte en effet quelques passages quasiment copiés […] peu nombreux, certes, dans une somme de 700 pages. » Elle attribue ces erreurs à la surcharge de travail d'un économiste et théologien touche-à-tout qui « surdoué, […] peine à choisir. »
En mai 2022, le jury de thèse se réunit de nouveau et confirme le grade de docteur en théologie et le caractère original des travaux mais retire sa mention,,.
L'ouvrage est de nouveau publié par le même éditeur en octobre 2022 après corrections. Des « entorses déontologiques » y sont signalées par L'Express et Le Monde, dont une page « copie quasi exacte d'un passage de Droit et révolution de Harold Berman ».

### Propos conspirationnistes
En février 2022, Conspiracy Watch commente un tweet de Gaël Giraud dans lequel il affirme que la guerre russo-ukrainienne relève d'« un piège tendu par la CIA » visant à « rompre le lien millénaire Moscou-Kiev ».
En octobre 2022, dans un entretien sur la chaîne Thinkerview, il affirme qu'Emmanuel Macron serait « sous la coupe » du banquier David de Rothschild, qui selon lui « a un grand projet eschatologique qui est la privatisation absolue du monde et la médiocrisation de l'État de manière qu'un traumatisme comme les nationalisations [des banques] de 1981 ne soit plus possible ». La Compagnie de Jésus dénonce « fermement ces propos outranciers ». Gaël Giraud présente ses excuses,.
Après cette polémique, Gaël Giraud supprime provisoirement ses comptes sociaux et cesse pendant quelques mois d'intervenir sur Internet. En décembre 2023, dans un article consacré aux manipulations politiques dont Wikipedia ferait l'objet, L'Humanité fait mention de cette page dédiée à Gaël Giraud : « Sa page Wikipedia doit-elle [...] faire mention [de la sortie concernant Rothschild] ? […] Est-ce pour “décrédibiliser tous ses travaux” que certains tentent de donner de l'importance à cette information ? ». 

## Distinctions
- 2009 : nomination pour le prix du meilleur jeune économiste de France décerné par le journal Le Monde et le Cercle des économistes[43],[44]
- 2016 : Prix Biella Littérature et Industrie[45]
- 2021 : docteur honoris causa de l'université de Namur[2]
- 2023 : prix Vie zéro déchet dans la catégorie œuvre de non-fiction remis sous l'égide de l'université de Bologne pour l'ouvrage La rivoluzione dolce della transizione ecologica. Come costruire un futuro possibile[46]

## Œuvres

### Ouvrages
- Gaël Giraud, La Théorie des jeux, Paris, Garnier-Flammarion, coll. « Champs Flammarion » (no 941), 2009, 3e éd. (1re éd. 2004) (ISBN 978-2-08122906-8, présentation en ligne)
- Gaël Giraud et Cécile Renouard (dir.), Vingt Propositions pour réformer le capitalisme, Paris, Garnier-Flammarion, coll. « Champs Flammarion » (no 1031), 2009 (ISBN 978-2-08127090-9, présentation en ligne) Daniel Cardot, « Vingt Propositions pour réformer le capitalisme », Alternatives économiques, no 279,‎ avril 2009 (lire en ligne).
- Gaël Giraud et Cécile Renouard, Le Facteur 12, Pourquoi il faut plafonner les revenus, Paris, Carnets nord, 2012 (ISBN 978-2-35536060-2) Fabrice Hourlier, « Gaël Giraud, Cécile Renouard, Le facteur 12. Pourquoi il faut plafonner les revenus », Lectures,‎ 4 juin 2012 (DOI 10.4000/lectures.8583, lire en ligne).
- Gaël Giraud, Illusion financière, Éditions de l'Atelier, 2014, 3e éd. (ISBN 978-2-70824258-6, présentation en ligne) Prix Lire l'économie 2013 décerné par des lycéens français et organisé par le ministère de l'Éducation nationale[47].
- Thierry Caminel, Philippe Frémeaux, Gaël Giraud, Aurore Lalucq, et Philippe Roman (préf. Dominique Méda et Géraldine Thir), Produire plus, polluer moins : l'impossible découplage ?, Paris, Les Petits matins, coll. « Politiques de la transition », 2014 (ISBN 978-2-36383-147-7, présentation en ligne)
- Gaël Giraud et Felwine Sarr, L'Économie à venir, Paris, Les Liens qui libèrent, 2021 (ISBN 979-10-209-0979-4, présentation en ligne) Catherine Portevin, « “L’Économie à venir”, de Gaël Giraud et Felwine Sarr », Philosophie Magazine,‎ 27 mai 2021 (lire en ligne, consulté le 21 novembre 2023). Marcel Rémon, « Ovni à deux voix », Revue Projet, no 384,‎ 2021 (DOI 10.3917/pro.384.0091, lire en ligne).
- Gaël Giraud et René Dosière (dir.), Réveiller la démocratie, Éditions de l'Atelier, 2022 (ISBN 978-2-70825390-2, présentation en ligne)
- (it) Gaël Giraud, La rivoluzione dolce della transizione ecologica. Come costruire un futuro possibile, Vatican, Librairie éditrice vaticane, 2022 (ISBN 978-882660761-0) (it) « La rivoluzione dolce di Gaël Giraud », Vita (it),‎ 30 septembre 2022 (lire en ligne, consulté le 9 octobre 2022).
- Gaël Giraud, Composer un monde en commun. Une théologie politique de l’Anthropocène, Paris, Éditions du Seuil, 2022 (ISBN 978-2-02147440-4, présentation en ligne) Marcel Rémon, « Variations sur le bien commun », Revue Projet, no 393,‎ 2023 (DOI 10.3917/pro.393.0084, lire en ligne).
- (it) Gaël Giraud et Carlo Petrini (préf. pape François), Il Gusto di Cambiare. La transizione ecologica come via per la felicità, Vatican, Librairie éditrice vaticane, 2023 (ISBN 978-888499805-7)

### Contributions à des ouvrages collectifs
- « Les économistes sont-ils armés pour anticiper les risques liés au dérèglements écologiques ? », dans Laurent Testot et Laurent Aillet (direction), Collapsus : Changer ou disparaître ? Le vrai bilan sur notre planète, Éditions Albin Michel, 2020, 352 p. (ISBN 978-2-22644-897-2).

### Théâtre
- Gaël Giraud, Chemins vers la soif, ou l'Affaire Loyola, représentations lors d'une tournée en France en 2010 et 2011 dans une mise en scène de Valérie Castel-Jordy[48].